# Umi Tenjin
Umi Tenjin (天神 有海?, Tenjin Umi; Prefettura di Tochigi, 25 marzo ...) è una doppiatrice giapponese.

## Biografia
È nota soprattutto per essere la doppiatrice originale del personaggio Izzy Izumi nell'anime Digimon.
Ha iniziato la sua carriera da doppiatrice nel 1997 nell'anime Luna, principessa argentata.

## Doppiaggio

### Anime
- Luna, principessa argentata (1997)
- Magica DoReMi (1999)
- Digimon Adventure (Izzy Izumi) (1999)
- Il club della magia! (1999)
- Hunter × Hunter (Zushi, Ponzu, Anita, Kortopi) (1999)
- Digimon Adventure 02 (Izzy Izumi) (2000)
- Digimon Frontier (Pandamon) (2002)
- Full Moon wo sagashite (2002)
- Battle B-Daman (2004)
- Mahoraba (2005)
- Digimon Savers (Pandamon) (2006)
- Digimon Fusion Battles (Pandamon) (2010)
- Digimon Ghost Game (Pagina) (2021)

### Cartoni animati
- Ed, Edd & Eddy (Personaggi di Ed, Edd & Eddy#Le sorelle Panzer) (1999)

### Videogiochi
- Digimon World (Izzy Izumi) (1999)
- Summon Night (Akane) (2000)
- Summon Night 2 (Akane) (2001)
- Hunter × Hunter: Altar of Dragon Vein (Ponzu) (2001)
- Summon Night 4 (Akane) (2006)

### Film d'animazione
- Digimon - Il film (Izzy Izumi) (2000)

## Doppiatrici italiane
- Maura Cenciarelli: Izzy Izumi